# 마누엘라 브레치코
마누엘라 브레치코(슬로베니아어: Manuela Brečko, 1989년 1월 31일 ~ )는 슬로베니아의 가수이다. 유로비전 송 콘테스트 2016에서 슬로베니아 대표로 참가했다.